# Kuthar

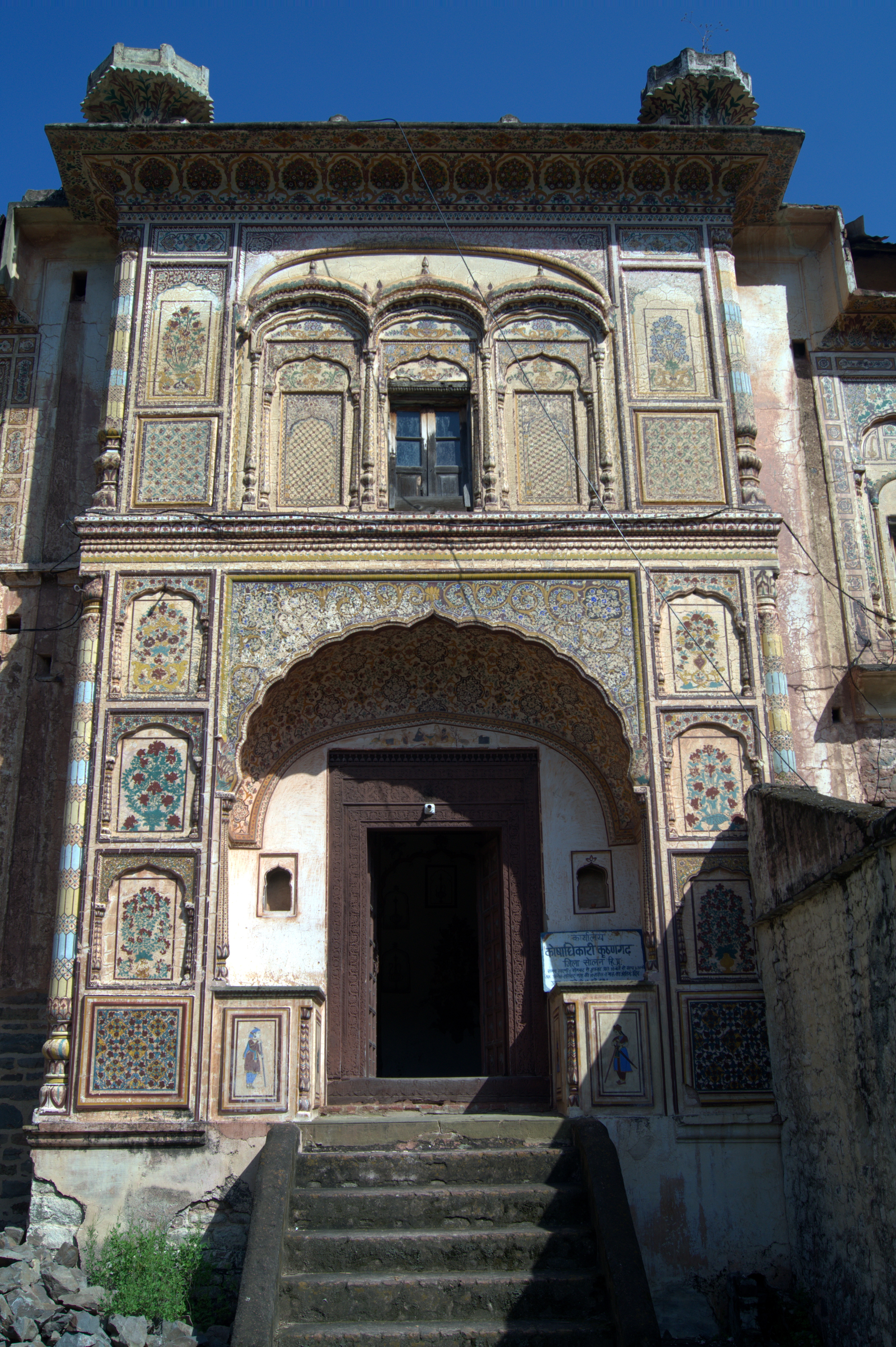
Entrance of palace of Kuthar Princely State,Himachal Prades,India

Kuthar était un État princier des Indes, dirigé par des souverains qui portent le titre de « rana » et qui subsiste jusqu'en 1948, date à laquelle il est intégré à l'État d'Himachal-Pradesh. Kuthar est occupé par le Népal de 1803 à 1815.

## Liste des ranas de Kuthar
- 1791-1803 Gopal-Singh (+1824)
- 1815-1824 Gopal-Singh (rétabli)
- 1824-1858 Bhup-Singh (+1858)
- 1858-1895 Jay-Chand (1845-1895)
- 1896-1930 Jagjit-Chand (1886-1930)
- 1930-1948 Krishna-Singh (1905-1956)

## Gallery

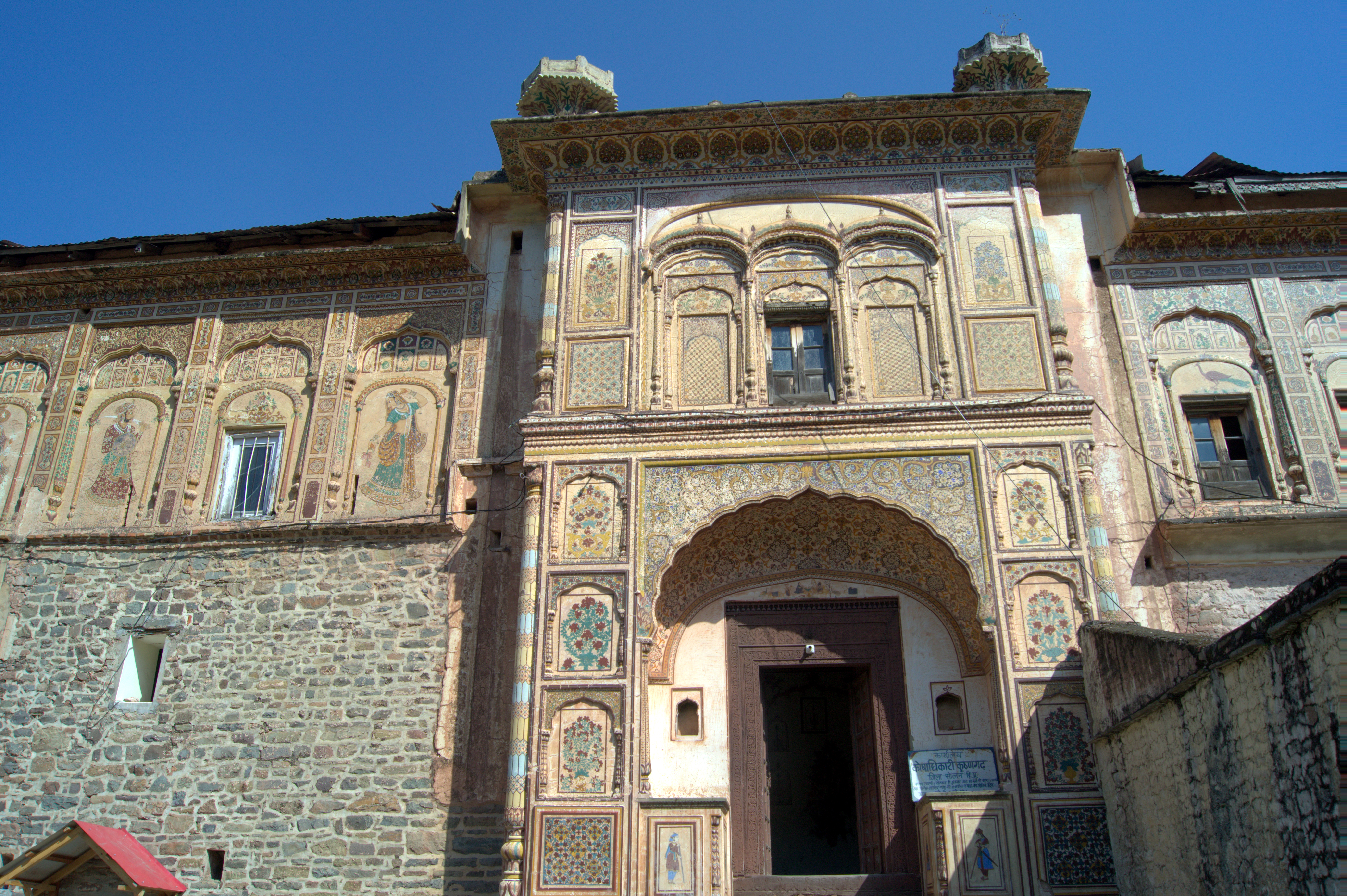
A view 0f palace
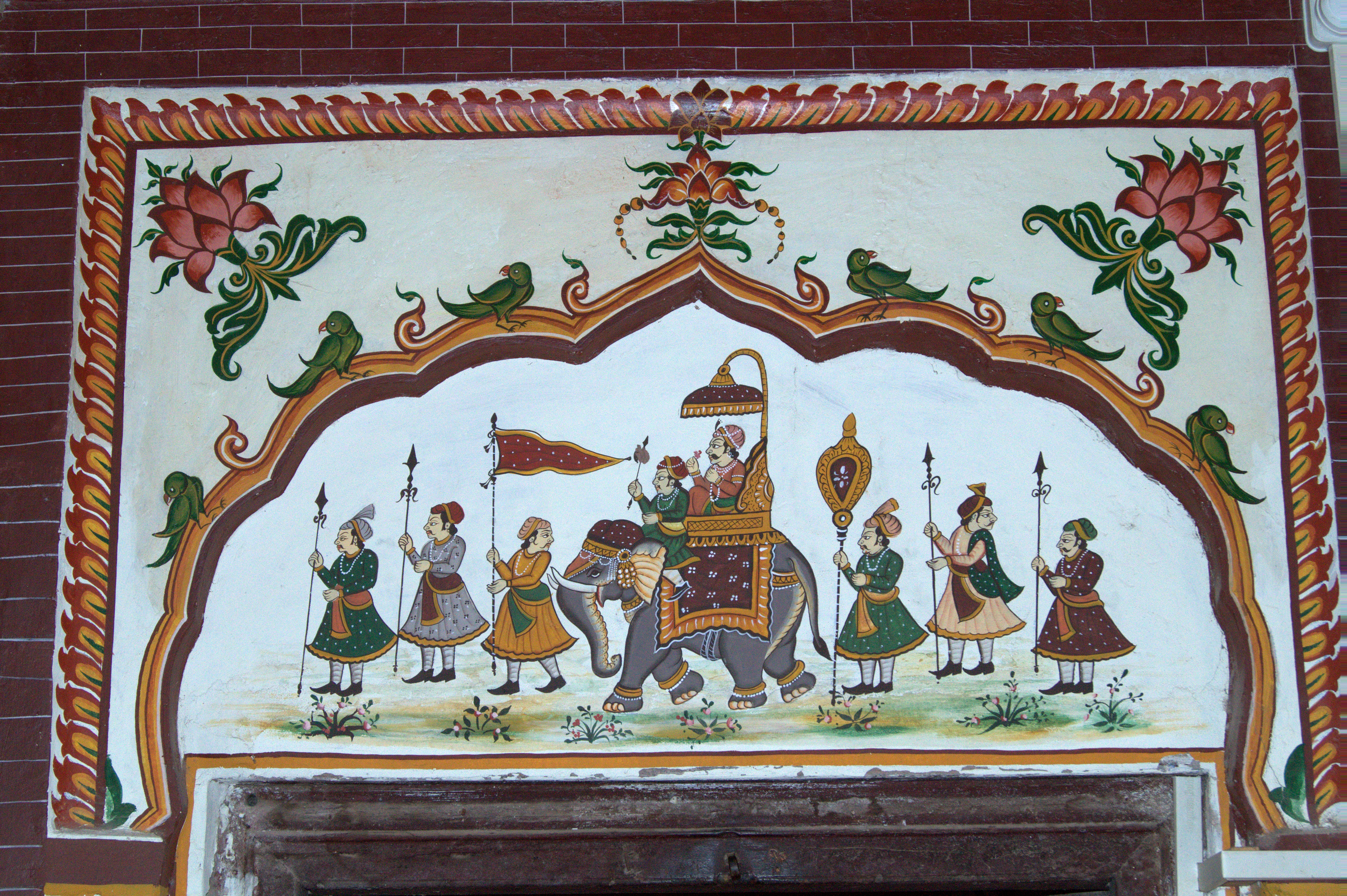
Wall painting ,Kuthar palace
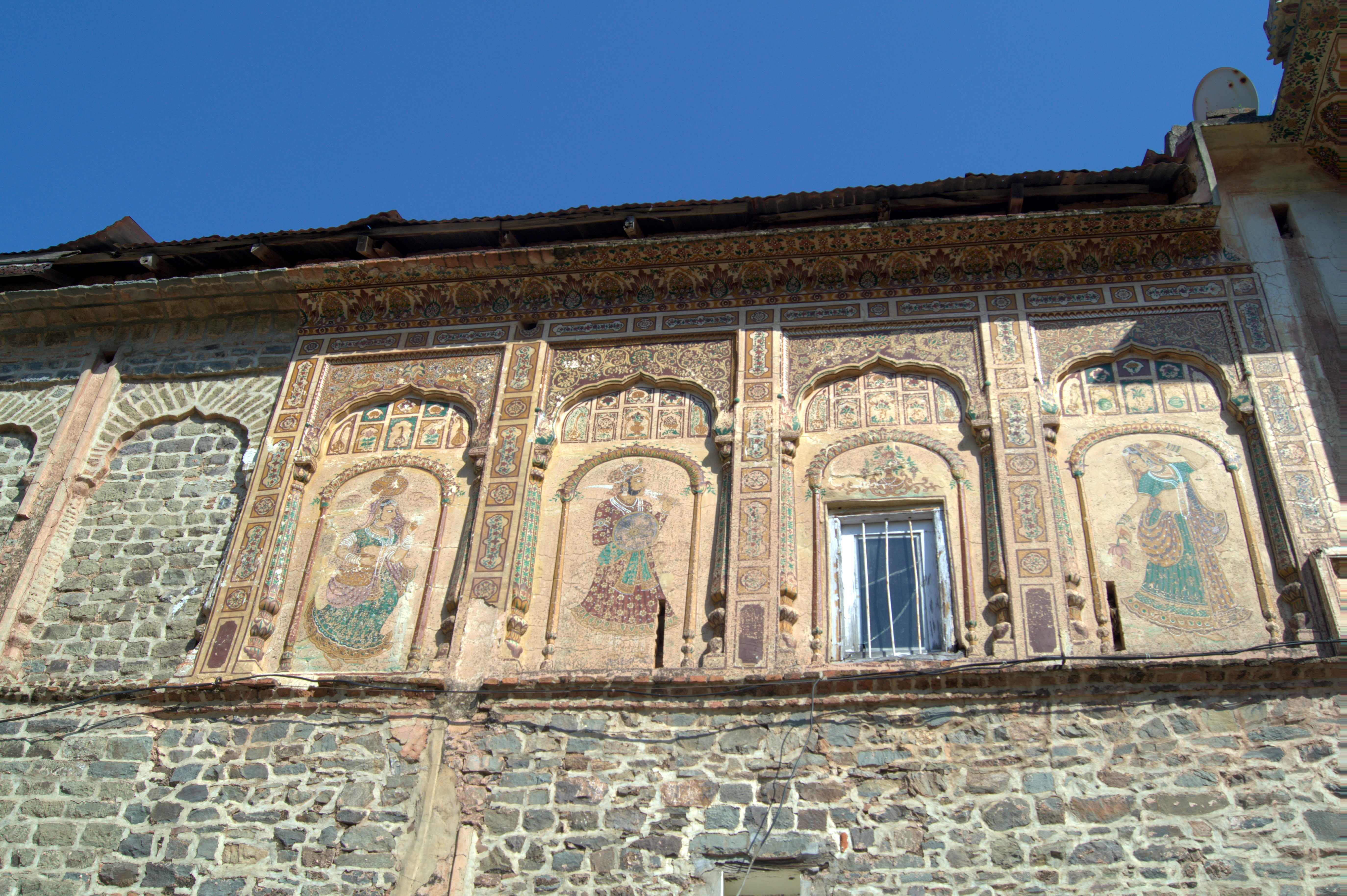
Architect of and art work of palace of Kuthar
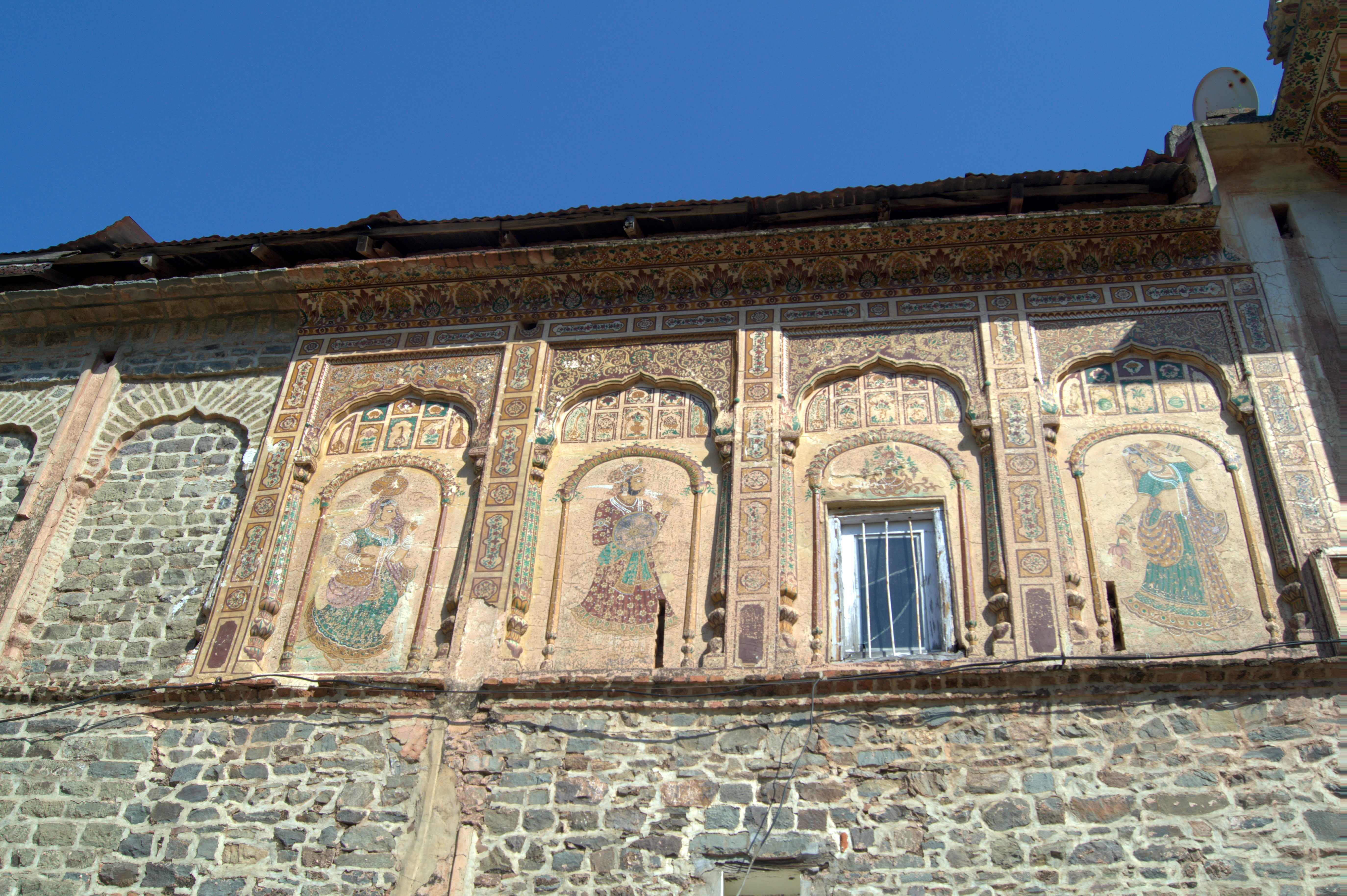
Architect of and art work of palace of Kuthar
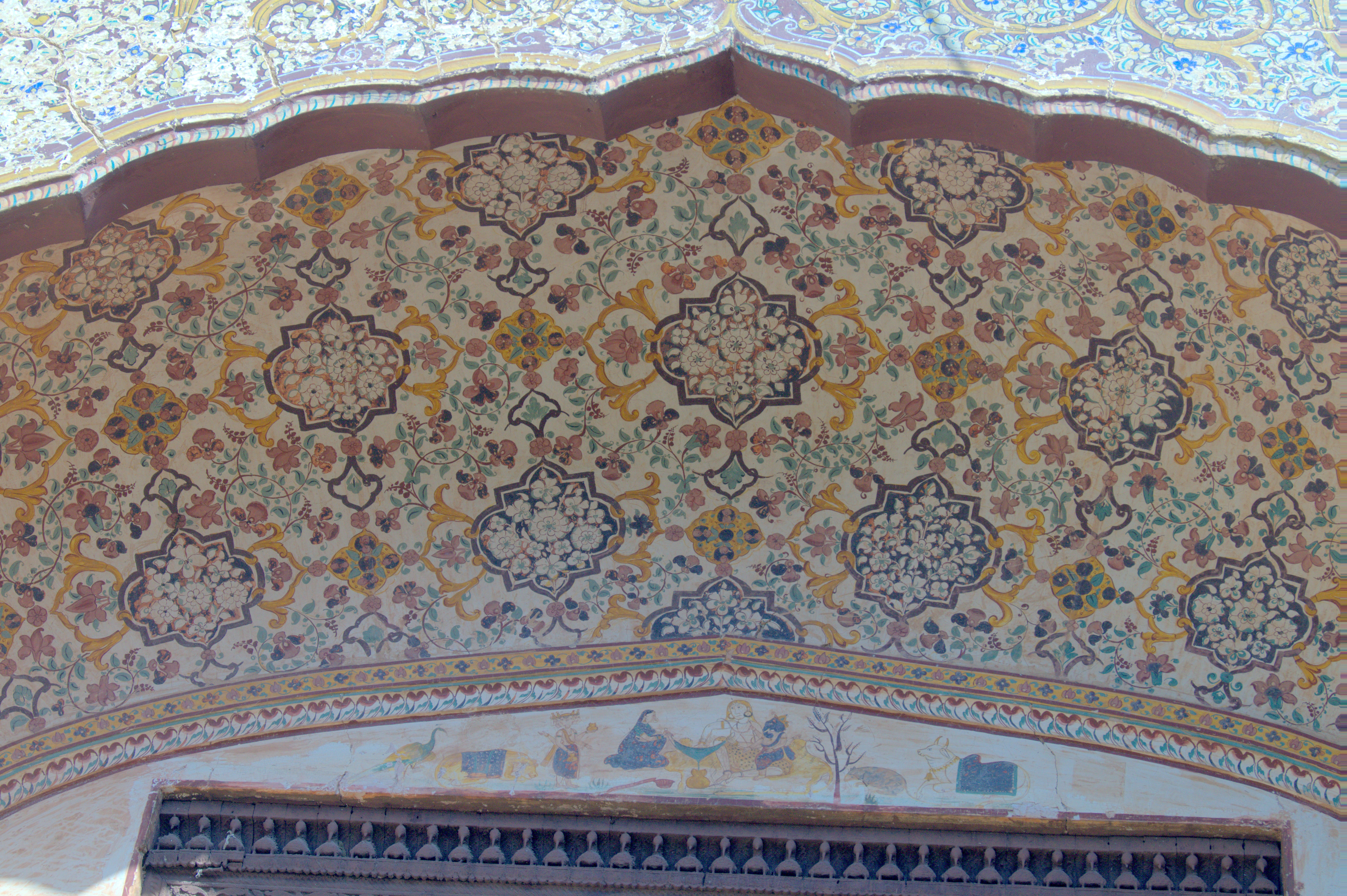
Art work on enterence of palace of Kuthar
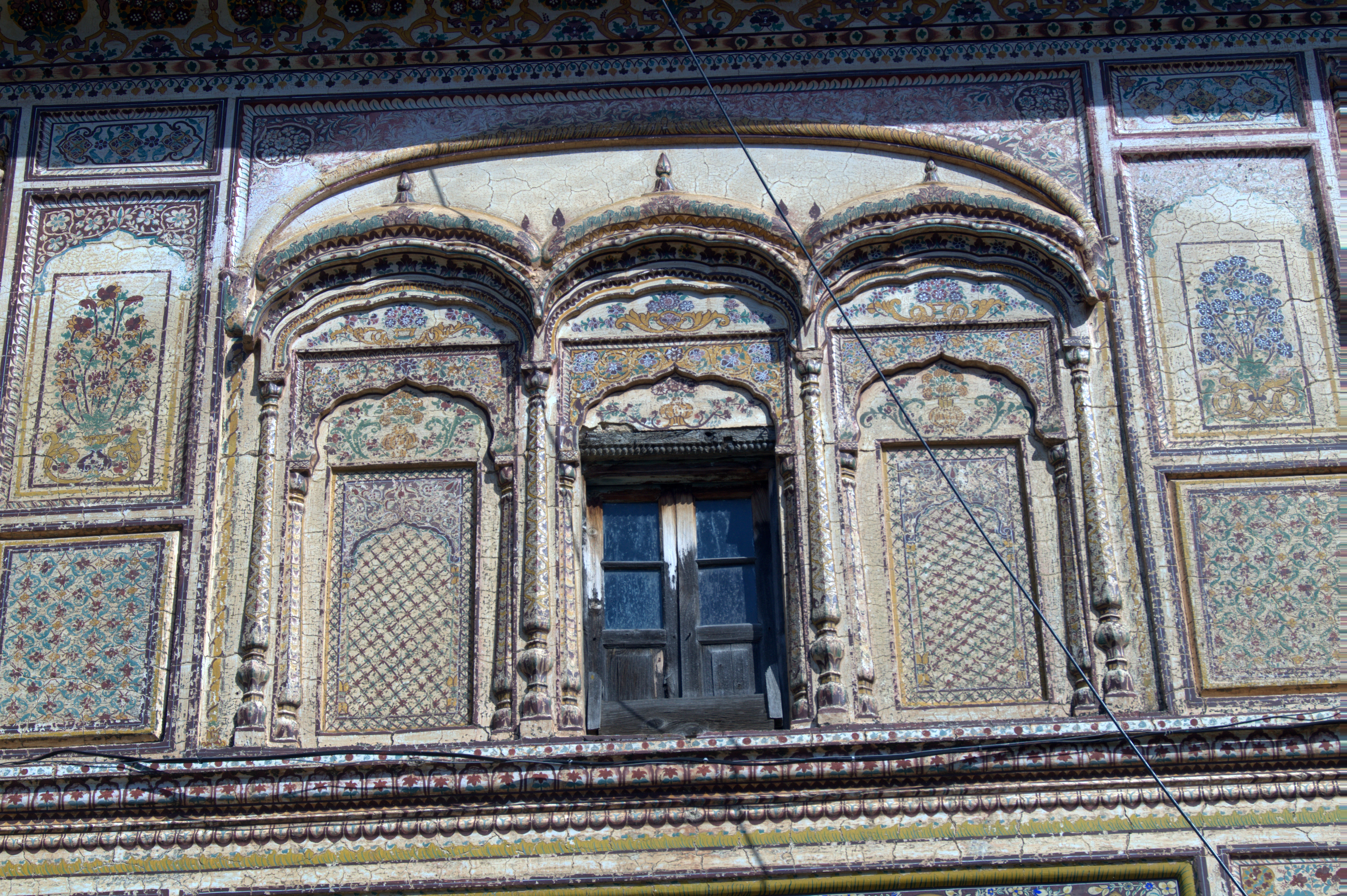
Art work on outer walls of palace of Kuthar
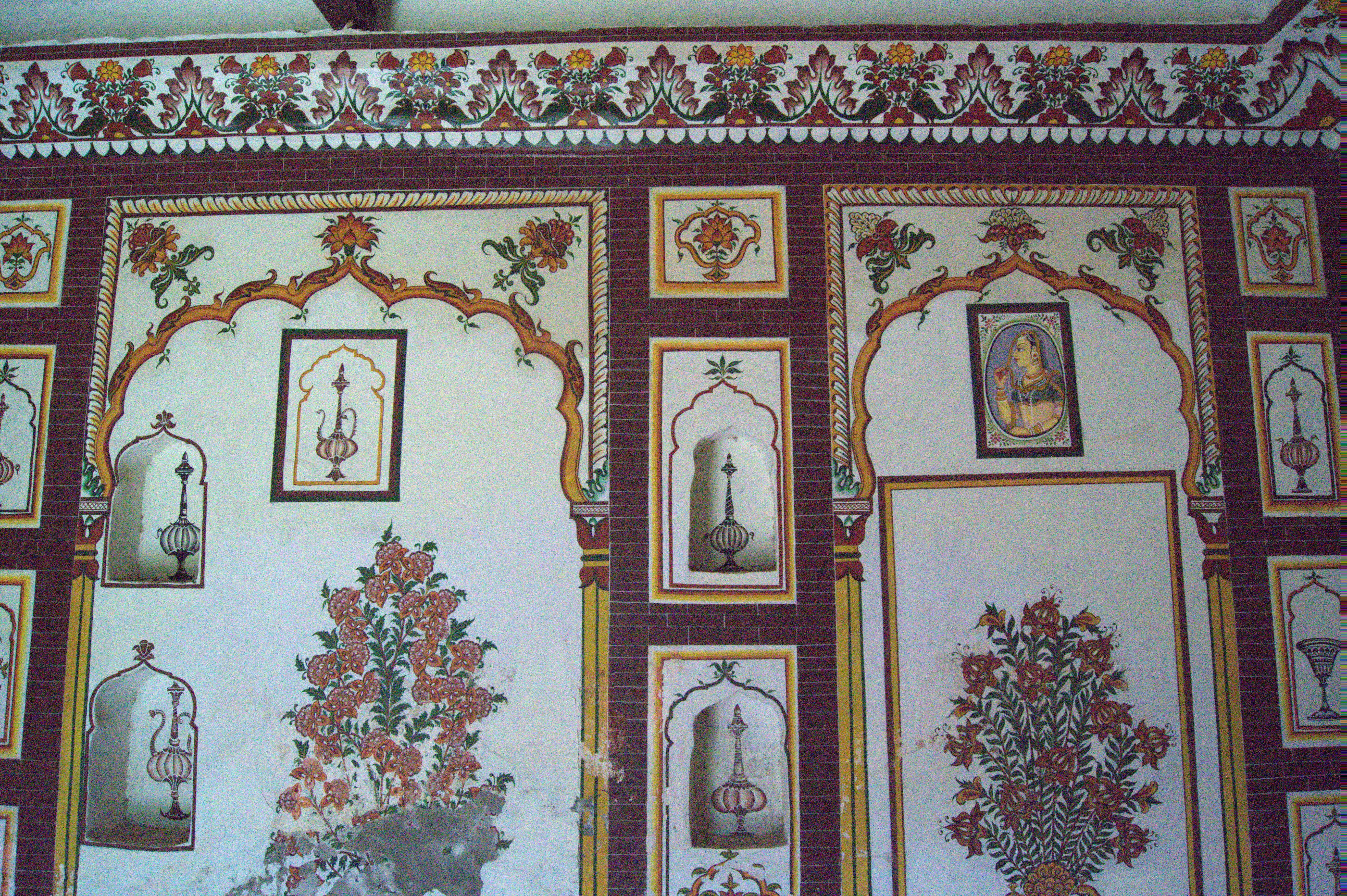
Interior wall paintings on palace of Kuthar
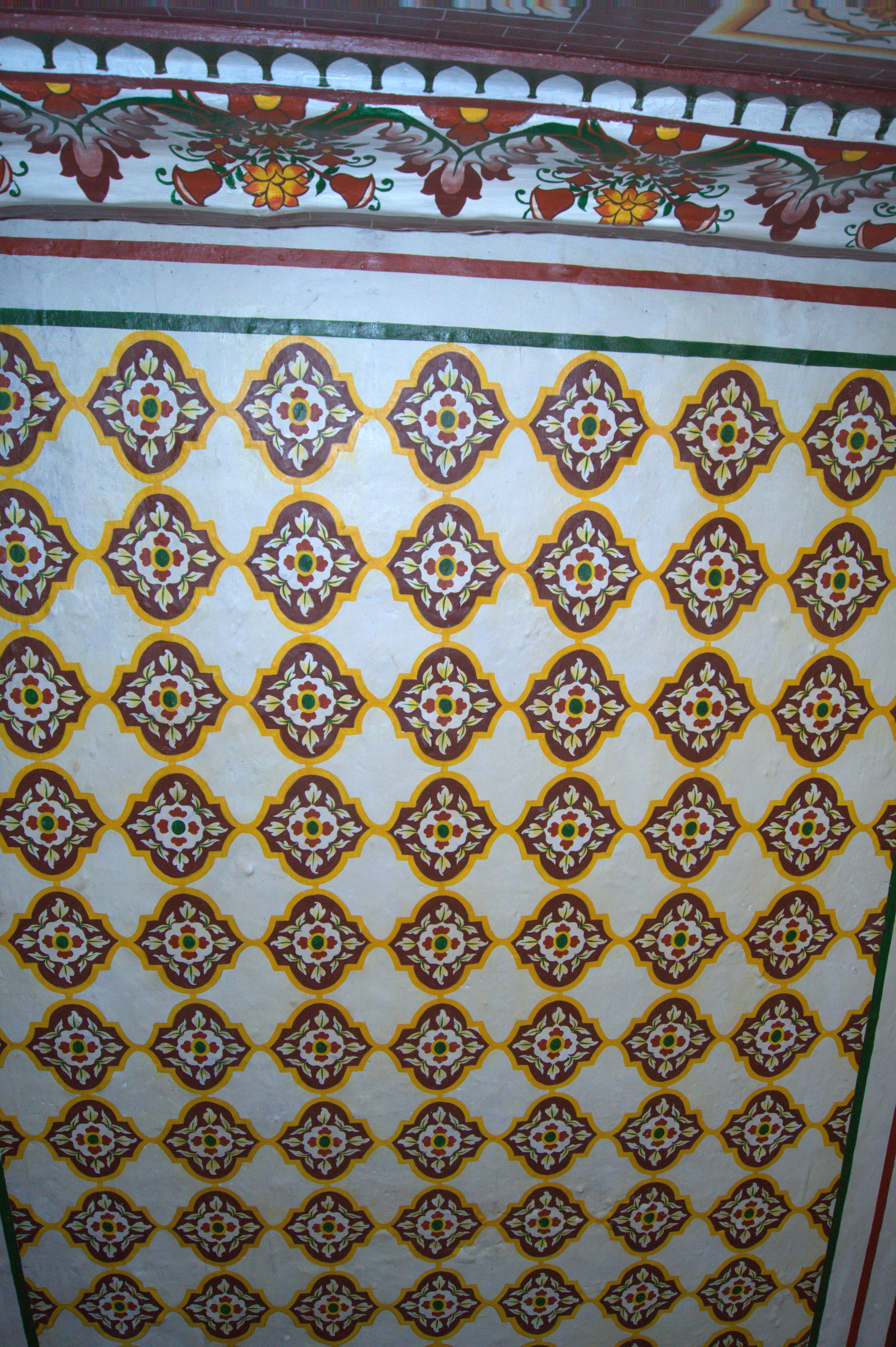
Interior art work on roof of Kuthar palace